# ケイコ・オブライエン
ケイコ・イシカワ・オブライエン(Keiko.Ishikawa.O'Brien)は、SFテレビドラマ『スタートレック』シリーズに登場する人物の一人。俳優はロザリンド・チャオ、日本語版の声優はTNGが深見梨加、DS9が吉田美保。

## プロフィール
- 出身 - 地球・日本・熊本
- 国籍 - 惑星連邦
- 職業 - 植物学者
- 経歴
  - ベイジョーにおける植物考古学調査に参加
  - ディープ・スペース・ナインにて、学校を開設
  - U.S.S.エンタープライズDに、科学（植物）調査のため乗艦

## 家族

### モリー・オブライエン
ケイコの第一子で長女。『新スタートレック』の第5シーズン第5話「エンタープライズ・パニック」による事故で産気づき、ウォーフの手により出産。

『新スタートレック』第6シーズン第7話「少年指揮官ジャン・リュック・ピカード」以降はハナ・ハタエが演じており、引き続き、『DS9』にも登場した。

『DS9』の第6シーズン第24話「時の迷い子」では、当時8歳だったモリーが家族でピクニックに出かけた時にゴラーナ・タイムポータル（時間フィールド）に迷い込み、300年前に送られてしまう。父親のオブライエン達の努力により救助されるが、過去の世界では10年間が経過し、モリーは18歳になっていた（ミシェル・クルージが演じた。日本語版の吹替えは棚田恵美子）。過去の世界で一人で生き抜いてきたモリーは野生児となっていたため、現在の生活になじめず、再度300年前に送り返されることになった。その際に時間がずれ、最初に送られた時間の直後に送り込まれる事になった。そこで最初に迷い込んだモリーと遭遇、成長したモリーは子供のモリーを元の世界へ戻したため、タイムパラドックスにより18歳のモリーは消滅した。

### キラヨシ・オブライエン
ケイコの第二子で長男。
ケイコが妊娠中にシャトルの事故に遭遇し、母子ともに危険となる怪我を負う。ドクターのジュリアン・ベシアは、同乗していたキラ・ネリスの母体内に胎児を移すことを決断する。その後キラは無事出産、子どもはキラの名前をとりキラヨシと命名された。
この設定は、キラ役の女優ナナ・ヴィジターがベシア役のアレクサンダー・シディグと結婚、妊娠したために作られた設定である。スタートレック・シリーズにおいて妊娠中の女優が妊婦役を演じた例は、『新スタートレック』におけるビバリー・クラッシャー役のゲイツ・マクファーデン、『スタートレック:ヴォイジャー』でのベラナ・トレス役のロクサン・ドースンの例がある。